# Kraftausdauer
Die Kraftausdauer ist ein Begriff aus der Sportwissenschaft bzw. Sportmedizin. Sie findet in Sportarten Gebrauch, in denen eine hohe Kraft über längere Zeit zu leisten ist. Dazu zählt insbesondere der Radsport, aber auch der Laufsport, Boxen, Skilanglauf, Rudern, Kanu. Die Kraftausdauer kann definiert werden als die von der Maximalkraft abhängige Ermüdungswiderstandsfähigkeit gegen lang dauernde sich wiederholende Belastungen bei statischer oder dynamischer Muskelarbeit.(ab 30-50% der individuellen Maximalkraft)
In Sportarten, in denen die Leistung von den Kraft- und von den Ausdauerfähigkeiten abhängt, ist die Kraftausdauer eine leistungsbestimmende Fähigkeit. Das gilt für viele Ausdauersportarten (z. B. Schwimmen, Eisschnelllauf, Rudern). Sie beeinflusst auch erheblich wiederholte Sprungleistungen (z. B. Volleyball, Eiskunstlauf, Ringen), auch beim Schießen ist sie bei hoher Schusszahl für einen sicheren Anschlag (= statische Kraftausdauer) nötig. Die Komponente „Kraft“ bestimmt die maximale konditionelle Leistung in der Einzelbewegung bzw. im einzelnen Bewegungszyklus, die Komponente „Ausdauer“ die Dauerbeanspruchung und dabei den durch Ermüdung bedingten Abfall des Krafteinsatzes bei langandauernden sportlichen Anforderungen.

## Entwickeln der Kraftausdauer
Kraftausdauer ist disziplinspezifisch, so dass z. B. im Zehnkampf der Leichtathletik die Leistungen im 1500-m-Lauf der Männer bei Weltmeisterschaften Leistungen der Kinder-Leichtathletik entsprechen. Zur optimalen Entwicklung der allgemeinen Kraftausdauer werden Übungen bei 40–60 Prozent des Maximalgewichts und zwischen 15 und 20 Wiederholungen empfohlen.
Alternativ kann man auch die sogenannte Time under Tension (Zeit unter Muskelspannung, also die Dauer eines Trainingssatzes, Satzdauer) als charakterisierende Metrik für Kraftausdauertraining verwenden. In diesem Fall wird typischerweise eine Time under Tension von 50 bis 120 Sekunden verwendet. Der beigefügte Trainingsplan sieht 15 bis 20 Wiederholungen je Satz vor. Zudem wird eine Ausführungsgeschwindigkeit von 3 Sekunden für die nachgebende (negative) Bewegungsphase sowie 1 Sekunde für die überwindende (positive) Bewegungsphase angegeben. In Summe ergibt das 4 Sekunden je Wiederholung. Zusammen ergibt dies eine Time under Tension bzw. Satzdauer von zwischen 60 Sekunden (15 Wiederholungen × 4 Sekunden je Wiederholung) und 80 Sekunden (20 Wiederholungen × 4 Sekunden je Wiederholung).

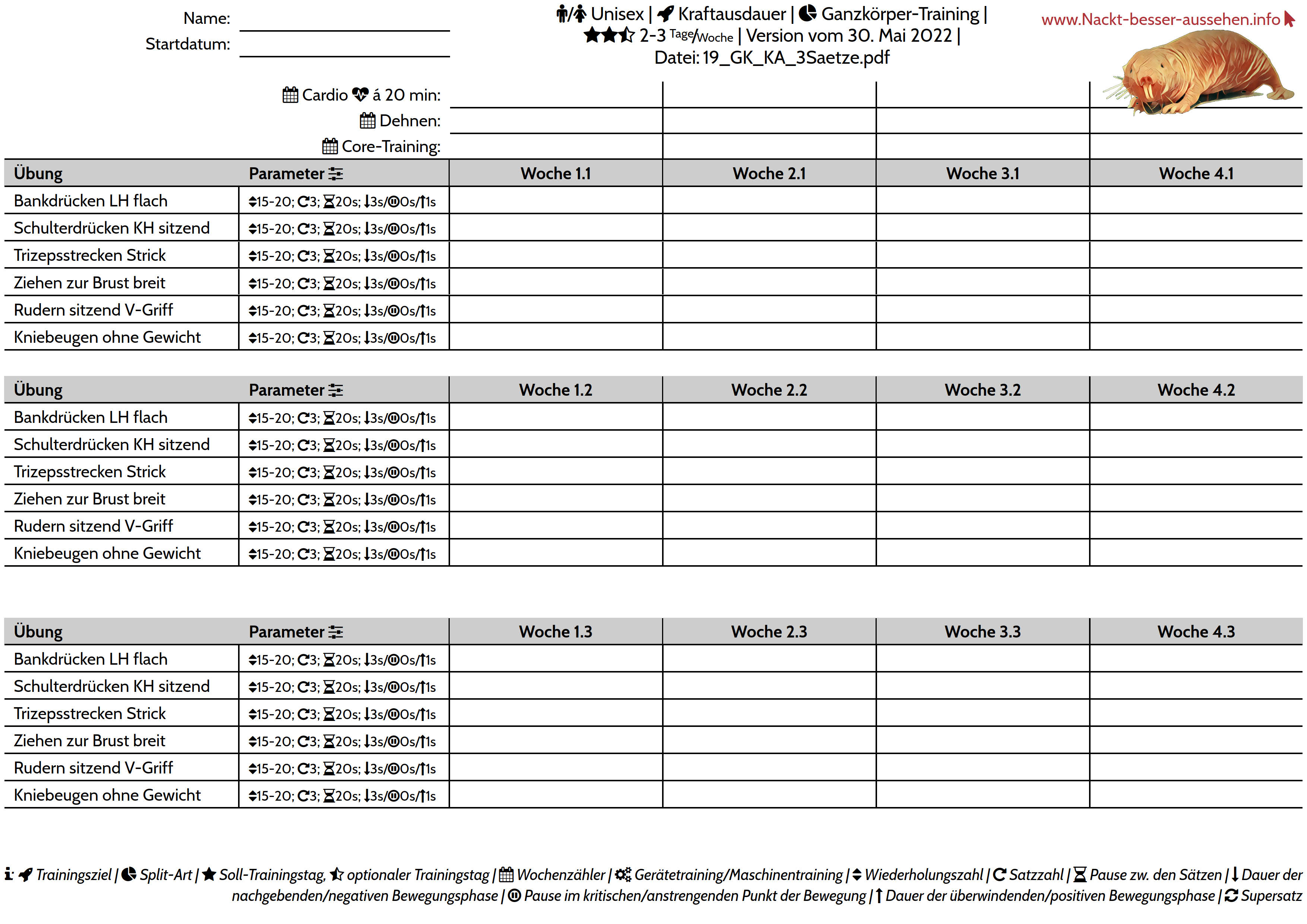
Trainingsplan für Kraftausdauer mit 15 bis 20 Wiederholungen je Satz und 4 Sekunden Dauer für eine Wiederholung (3 Sekunden nachgebend, 1 Sekunde überwindend). Zusammen ergibt dies eine Satzdauer von 60 Sekunden bis 80 Sekunden.

Die Bewegungen sollen gleichmäßig und fließend sein. Während der Bewegung gegen den Widerstand soll aus-, während der Rückbewegung eingeatmet werden. Pausen sollen nicht länger als 60 Sekunden dauern. Da Kraft und Ausdauer separat effektiver trainiert werden können als kombiniert, hat sich hierzu das Blocktraining eingebürgert.